# استفانی بوکوف
استفانی بوکوف (انگلیسی: Stephanie Bukovec؛ زادهٔ ۲۲ سپتامبر ۱۹۹۵) بازیکن فوتبال اهل کرواسی است.
وی همچنین در تیم ملی فوتبال زنان کرواسی بازی کرده‌است.